# Dravagssjön
Dravagssjön är en sjö i Härjedalens kommun i Härjedalen och ingår i Ljusnans huvudavrinningsområde. Sjön har en area på 0,71 kvadratkilometer och ligger 517 meter över havet. Sjön avvattnas av vattendraget Herrö-Draggan.

## Delavrinningsområde
Dravagssjön ingår i det delavrinningsområde (687533-139149) som SMHI kallar för Utloppet av Dravagssjön. Medelhöjden är 566 meter över havet och ytan är 15,7 kvadratkilometer. Det finns inga avrinningsområden uppströms utan avrinningsområdet är högsta punkten. Herrö-Draggan som avvattnar avrinningsområdet har biflödesordning 3, vilket innebär att vattnet flödar genom totalt 3 vattendrag innan det når havet efter 292 kilometer. Avrinningsområdet består mestadels av skog (61 procent) och sankmarker (23 procent). Avrinningsområdet har 0,71 kvadratkilometer vattenytor vilket ger det en sjöprocent på 4,5 procent.